# Acanthocephalus lucii
Acanthocephalus lucii is een soort haakworm uit het geslacht Acanthocephalus. De worm behoort tot de familie Echinorhynchidae. Acanthocephalus lucii werd in 1777 ontdekt door Müller.